# روب باركر
روب باركر هو صحفي وسياسي كندي، ولد في 18 يناير 1943، وتوفي في 17 مارس 2016. حزبياً، نشط في الحزب الكندي التقدمي المحافظ. وقد انتخب عضو مجلس العموم الكندي.